# Parafia św. Michała Archanioła w Świdwinie
Parafia pw. Świętego Michała Archanioła w Świdwinie - parafia należąca do dekanatu Świdwin, diecezji koszalińsko-kołobrzeskiej, metropolii szczecińsko-kamieńskiej. Została utworzona 15 września 1981. Siedziba parafii mieści się w mieście Świdwin. Obsługiwana przez księży diecezjalnych. 

## Miejsca święte

### Kościół parafialny
Kościół pw. św. Michała Archanioła w Świdwinie
Kościół parafialny został zbudowany w 1927 w stylu neogotyckim, konsekrowany 24 grudnia 1945, wieża pochodzi z 1983.

### Kościoły filialne i kaplice
- Kościół pw. św. Michała Archanioła w Świdwinie
- Kościół pw. Matki Bożej Ostrobramskiej w Smardzku